# Filip Bohusz
Filip Filipawicz Bohusz (biał. Філіп Філіпавіч Богуш, ros. Филипп Филиппович Богуш, Filipp Filippowicz Bogusz; ur. 1 stycznia 1952 w Żukowiczach) – białoruski weterynarz i polityk, w latach 2008–2012 deputowany do Izby Reprezentantów Zgromadzenia Narodowego Republiki Białorusi IV kadencji.

## Życiorys
Urodził się 1 stycznia 1952 roku we wsi Żukowicze, w rejonie korelickim obwodu baranowickiego Białoruskiej SRR, ZSRR. Ukończył Witebski Instytut Weterynaryjny. Służył w Marynarce Wojennej ZSRR. Pracował jako weterynarz, starszy, główny weterynarz, zastępca przewodniczącego kołchozu im. Żelezniakowicza, dyrektor PCUP „Plemzawod Koreliczi” w rejonie korelickim.
27 października 2008 roku został deputowanym do Izby Reprezentantów Białorusi IV kadencji z Nowogródzkiego Okręgu Wyborczego Nr 57. Pełnił w niej funkcję członka Stałej Komisji ds. Rolnictwa. Od 13 listopada 2008 roku był członkiem Narodowej Grupy Republiki Białorusi w Unii Międzyparlamentarnej. Jego kadencja w Izbie Reprezentantów zakończyła się 18 października 2012 roku.

## Odznaczenia
- Gramota Pochwalna Zgromadzenia Narodowego Republiki Białorusi[1].

## Życie prywatne
Filip Bohusz jest żonaty, ma syna i córkę.